# 四海泡
四海泡是一个位于中国吉林省洮南县的湖泊，面积约为5.3平方千米，平均水深约为2.5米。